# Entomophthora thaxteri
Entomophthora thaxteri är en svampart som först beskrevs av Brumpt, och fick sitt nu gällande namn av D.M. MacLeod & Müll.-Kög. 1973. Entomophthora thaxteri ingår i släktet Entomophthora och familjen Entomophthoraceae.   Inga underarter finns listade i Catalogue of Life.